# Alberto Dallal
Alberto Dallal Castillo (n. 6 de junio de 1936) es un escritor, periodista, historiador, académico, investigador, promotor cultual, crítico literario y crítico de teatro y danza mexicano. Es considerado uno de los críticos de danza más prestigiosos de México, así como también uno de los investigadores e historiadores más sobresalientes de la materia en el país. Entre otros reconocimientos, obtuvo el Premio Xavier Villaurrutia por su libro El dancing mexicano en 1982 y el Premio Nacional de Danza José Limón en 2008, por su trayectoria como crítico e investigador.

## Biografía
Alberto Dallal nació el 6 de junio de 1936 en la Ciudad de México. Estudió en la Escuela Nacional de Ingeniería y en la Escuela Nacional de Arquitectura de la Universidad Nacional Autónoma de México (UNAM) en la década de 1950 y es durante su paso por la universidad donde comenzó a involucrarse en actividades teatrales. Inició con la actividad docente al terminar sus estudios en 1959 y ha impartido clases en diferentes instituciones, tales como la Escuela Nacional Preparatoria, la Facultad de Ciencias Políticas y Sociales y la Facultad de Filosofía y Letras de la UNAM; así como también en la Escuela de Ciencias Sociales y Humanidades de la Universidad de las Américas de Puebla. Además fue becario del Centro Mexicano de Escritores en 1963.
Su labor profesional siempre ha estado relacionada con el arte y la difusión de la cultura, fue director de Radio UNAM, coordinador de la Dirección General de Difusión Cultural y jefe del Departamento de Distribución de Libros Universitarios  de la Universidad Nacional Autónoma de México; trabajó en el Departamento de Difusión Cultural del Museo Nacional de Antropología del Instituto Nacional de Antropología e Historia; en el Ballet Nacional de México; en el Colegio de México, donde fue jefe de publicaciones; y fue director del noticiero Hoy en la Cultura de Canal Once.
Dallal ha colaborado con artículos, críticas y columnas en diferentes medios impresos nacionales e internacionales, tales como: Cuadernos del Viento, Diálogos, «Diorama de la Cultura» —suplemento de Excélsior—, «El Libro y la Vida» —suplemento de El Día—, El Heraldo de México, El Financiero, El Sol de México, Gaceta UNAM, «La Cultura en México» —suplemento cultural de la revista Siempre!—, «La Música en México» —suplemento de El Día—, La Palabra y El Hombre, Los Universitarios, «México en la Cultura» —suplemento de Novedades—, Novedades, Psiquis, Revista de la Universidad de México,  Revista de Revistas,  «Revista Mexicana de Cultura» —suplemento de El Nacional—, Revista Taba y Vogue, entre otros. Además ha sido jefe de redacción de la Revista de la Universidad de México y la Revista Taba; director de Diálogos, de la Revista de la Universidad de México y de la «Revista Mexicana de Cultura»; coordinador de Anales del Instituto de Investigaciones Estéticas; y fundador y coordinador de la revista electrónica Imágenes, del Instituto de Investigaciones Estéticas.
Es investigador del Instituto de Investigaciones Estéticas de la UNAM desde 1975 y forma parte del Sistema Nacional de Investigadores del Consejo Nacional de Ciencia y Tecnología (Conacyt) desde 1985. Es miembro honorario del Colegio Coreográfico de México, miembro de la Asociación Internacional de Críticos de Artes, miembro del consejo asesor de la Dirección de Danza de la Coordinación de Difusión Cultural de la UNAM y fue parte de la junta de directores y vicepresidente para América del Norte de la World Dance Alliance (Alianza Mundial de la Danza).
Con alrededor de cuarenta libros publicados, su obra comprende diversos géneros, entre ellos el ensayo, donde ha hecho especial énfasis en el estudio del marco teórico de la danza y la historia de la danza en México. Ha desarrollado una extensa labor como investigador, historiador y crítico de literatura, teatro y danza, es considerado uno de los primeros críticos de danza contemporánea y uno de los más prestigiosos en México, así como también uno de los investigadores e historiadores más sobresalientes de la materia en el país.

## Reconocimientos
Alberto Dallal recibió el Premio Magda Donato por su libro La danza contra la muerte en 1979; el Premio Xavier Villaurrutia por El dancing mexicano en 1982; el reconocimiento «Una vida en la danza» en 1996, de parte del Instituto Nacional de Bellas Artes de México; la  distinción «Al mérito universitario» en 2002, por sus treinta años de labores académicas en la Universidad Nacional Autónoma de México; reconocimiento como crítico, historiador e investigador destacado de la danza de parte de la Sociedad Mexicana de Coreógrafos en 2003; y el Premio Nacional de Danza José Limón en 2008, otorgado por el Consejo Nacional para la Cultura y las Artes y el Gobierno del Estado de Sinaloa, por su trayectoria como crítico e investigador.
La biblioteca del Centro Nacional de Danza Contemporánea, del Instituto Nacional de Bellas Artes, ubicada en la ciudad de Querétaro, fue nombrada en su honor en 2002.

## Obra
Entre sus obras se encuentran:

### Cuento
- Géminis (1974)
- El árbol de turquesa (1983)
- El fuego llega (2001)
- Huérfano de besos (2006)

### Ensayo
- Discurso de la danza (1969)
- El amor por las ciudades (1972)
- Gozosa revolución (1973)
- La danza moderna (1975)
- Efectos, rastros, definiciones (1977)
- La danza moderna en México (1977)
- La danza contra la muerte (1979)
- Sobre algunos lenguajes subterráneos (1979)
- Alfredo Zalce (1982)
- El dancing mexicano (1982)
- Guillermo Meza (1985)
- Fémina-Danza (1985)
- La danza en situación (1985)
- Periodismo y literatura (1985)
- La danza en México. Primera parte: panorama crítico (1986)
- Cómo acercarse a la danza (1988)
- Lenguajes periodísticos (1989)
- La danza en México. Segunda parte: épocas prehispánica y colonial (1989)
- La mujer en la danza (1990)
- El aura del cuerpo (1990)
- La danza en México en el siglo XX (1994)
- La danza en México. Tercera parte: la danza escénica popular, 1877-1930 (1995)
- Actas referenciales (1996)
- La danza en México. Cuarta parte: el "dancing" mexicano (2000)
- Pilar Rioja (2001)
- Estudios sobre el arte coreográfico (2006)
- Su majestad el albur (2011)

### Novela
- El poder de la urraca (1976)
- Las ínsulas extrañas (1970)
- Mocambo (1976)
- Todo el hilo... (1986)

### Poesía
- Despeñadero (1981)
- Más (1977)

### Obra teatral
- El hombre debajo del agua (1962)
- Siete piezas para la escena (1970)